# Francisco Rodríguez Pérez
Francisco Rodríguez Pérez (Ciudad Juárez, Chihuahua, 1 de junio de 1939 —  Chihuahua, 11 de diciembre de 2021) fue un político mexicano, miembro del Partido Revolucionario Institucional, que fue en dos ocasiones diputado federal y en una presidente de la Cámara de Diputados de México.

## Biografía
Fue Licenciado en Economía egresado de la Facultad de Economía de la Universidad Nacional Autónoma de México, desarrolló gran parte de su actividad profesional en el ramo de las agencias aduanales en Ciudad Juárez, en donde también ejerció como docente en la Universidad Autónoma de Ciudad Juárez y fue director de su Facultad de Economía de 1967 a 1970. Miembro del PRI desde 1956, fue miembro de la dirección juvenil en Ciudad Juárez y a nivel nacional, así como ocupó diversos puestos en los comités municipal, estatal y nacional.
Gerente de adquisiciones y luego contralor de CONASUPO en Ciudad Juárez de 1970 a 1973, fue electo diputado federal por el Distrito 3 de Chihuahua a la XLIX Legislatura de 1973 a 1976 y representante del Gobierno de Chihuahua en la Ciudad de México de 1980 a 1982; electo por segunda ocasión diputado federal, esta vez por el Distrito 4 de Chihuahua a la LII Legislatura de 1982 a 1985. En esta ocasión se desempeñó como Presidente de la Cámara de Diputados en el periodo extraordinario celebrado entre el 29 y el 30 de julio de 1983 con el fin de desaforar al senador Jorge Díaz Serrano.
Posteriormente fue gerente del Consejo de Urbanización Municipal del municipio de Chihuahua de 1998 a 2000, delegado en el estado de la Comisión Nacional para la Protección y Defensa de los Usuarios de Servicios Financieros (CONDUSEF) de 2000 a 2004 y coordinador general del Consejo Estatal de Población de 2004 a 2010.
Falleció en la ciudad de Chihuahua el 11 de diciembre de 2021.